# Olen
Olen este o comună din regiunea Flandra din Belgia. Suprafața totală a comunei este de 23,17 km². La 1 ianuarie 2008 comuna avea 11.547 locuitori. 
Olen se învecinează cu comunele Kasterlee, Herentals, Geel și Westerlo.
1. ↑  Totale oppervlakte volgens het Kadasterregister, België, gewesten en provincies (în neerlandeză), Algemene Directie Statistiek[*]